# Colomborus martanus
Colomborus martanus är en mångfotingart som beskrevs av Chamberlin 1952. Colomborus martanus ingår i släktet Colomborus och familjen Aphelidesmidae. Inga underarter finns listade i Catalogue of Life.